# Węgorzno
Węgorzno (niem. Aal See) – jezioro położone 1,8 km na południe od Sobieradza, w województwie zachodniopomorskim, w powiecie gryfińskim, w gminie Gryfino.